# Halilovci
Halilovci (cyr. Халиловци) – wieś w Bośni i Hercegowinie, w Republice Serbskiej, w gminie Oštra Luka. W 2013 roku liczyła 55 mieszkańców.